# 1865 în literatură
- 1864 în literatură — 1865 în literatură — 1866 în literatură

Anul 1865 în literatură a implicat o serie de evenimente și cărți noi semnificative.

## Cărți noi
- José de Alencar - Iracema
- R M Ballantyne -The Lighthouse
- Wilhelm Busch - Max und Moritz
- Lewis Carroll - Alice's Adventures in Wonderland (Alice în Țara Minunilor)
- Charles Dickens - Our Mutual Friend
- Mary Mapes Dodge - Hans Brinker, or The Silver Skates
- Edmond de Goncourt - Germinie Lacerteux
- Charles Kingsley - Hereward the Wake
- Sheridan Le Fanu - Guy Deverell
- George MacDonald - Alec Forbes of Howglen
- Robert Smith Surtees - Mr. Facey Romford's Hounds
- Jules Verne - De la Pământ la Lună
- Emile Zola - La Confession de Claude

## Poezie
- Nicolae Nicoleanu - Poesii, Iași

## Nașteri
- 21 februarie: Anton Bacalbașa, ziarist, prozator și traducător, creatorul personajului literar "Moș Teacă" (m. 1899)
- 13 martie: Endre Aczél (Ármin Adler), scriitor, jurnalist, și redactor maghiar (d. 1935)
- 13 iunie: William Butler Yeats, poet englez, laureat al Premiului Nobel (d. 1939)
- 11 septembrie: Árpád Abonyi (Csiba), scriitor, poet, și jurnalist maghiar (d. 1918)
- 30 decembrie: Rudyard Kipling, scriitor englez (d. 1936)

## Decese
- Alexandru Depărățeanu, poet și dramaturg român (n. 1835)
- 6 septembrie: Nicolae Filimon, prozator român (n. 1819)